# Higher Ground (film)
Pour les articles homonymes, voir Higher Ground (homonymie).
Higher Ground est un film américain réalisé par Vera Farmiga d'après le livre This Dark World de Carolyn Briggs, sorti sur les écrans en 2011.

## Fiche technique
- Réalisateur : Vera Farmiga

### Lieu de tournage
- Kingston et vallée de l'Hudson (État de New York)

## Distribution
- Vera Farmiga : Corinne Walker
- Donna Murphy : Kathleen Walker
- John Hawkes : CW Walker
- Nina Arianda : Wendy Walker
- Dagmara Dominczyk : Annika

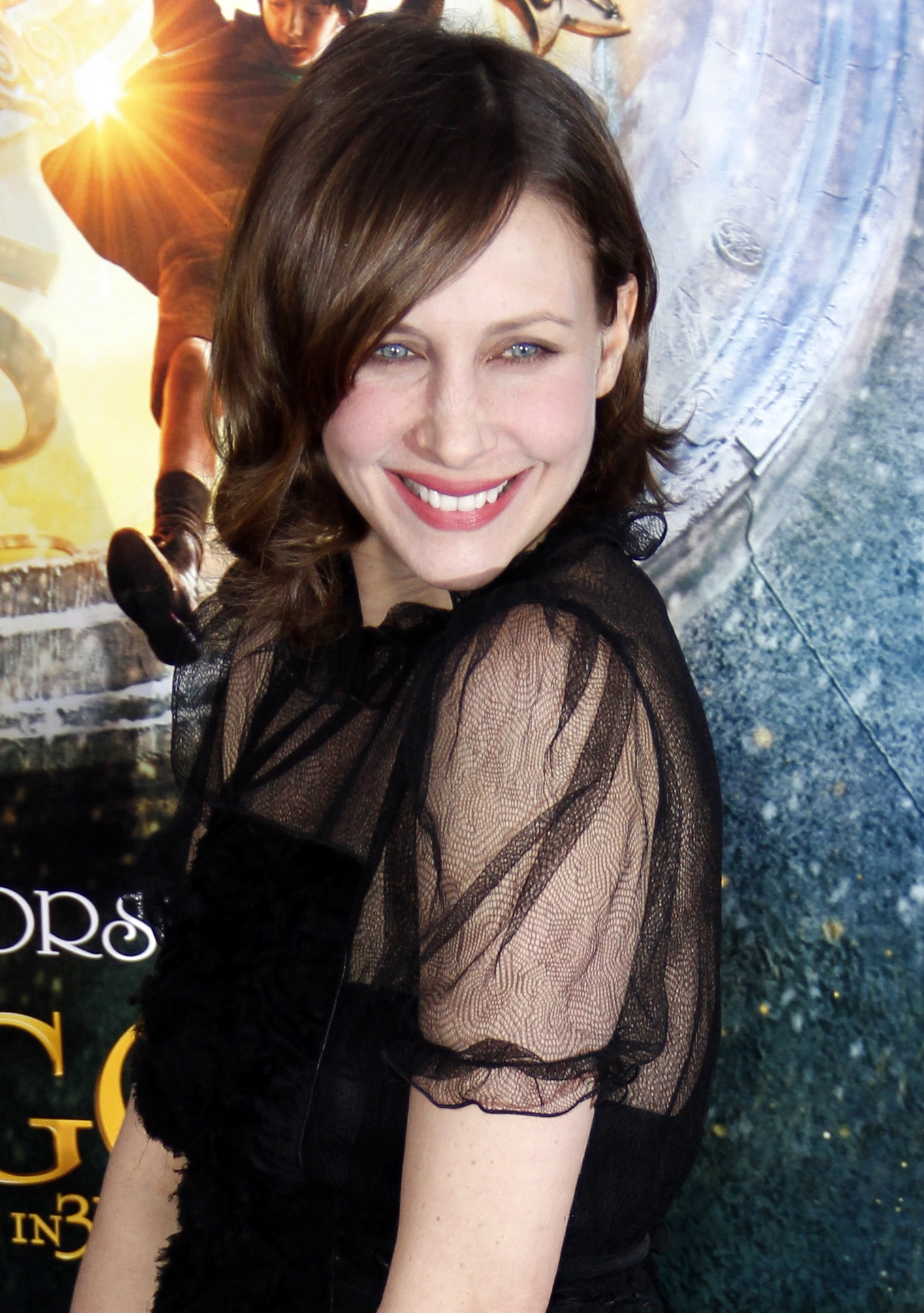
L'actrice principale et réalisatrice Vera Farmiga, l'année de sortie du film.

- Norbert Leo Butz : Le pasteur Bill
- Bill Irwin : Le pasteur Bud
- Joshua Leonard : Ethan Miller
- Ebon Moss-Bachrach : Luke
- Taissa Farmiga : Corinne jeune
- Boyd Holbrook : Ethan jeune